# Антун Канижлић
Антун Канижлић (Пожега, 20. новембар 1699 — Пожега, 24. август 1777) био је хрватски барокни песник.
Рођен је у Пожеги, а школовао се у родном граду, Загребу, Грацу и Трнави. Приступио је реду језуита. Његово књижевно деловање уско је повезано са верско-просветним радом. У теолошкој и црквено-историјској расправи „Камен прави смутње велике“ (1780), делу од преко хиљаду страна, Канижлић расправља о узроцима раскола хришћанске цркве и зато оптужује грчког патријарха Фотија. Главно његово дело је поема „Света Рожалија, панормитанска дивица“ (1780). Поема је заснована на легенди о светој Розалији из Палерма која на дан своје веридбе напушта световни живот и посвећује се пустињаштву. Дело је написано у облику писама која Розалија шаље родитељима и родбини. Поред ових, Канижлић је написао и следећа дела: „Богољубство“ (1759), „Уточиште Блаженој Дивици Марији“ (1759), „Богољубност молитвена“ (1766).
На Канижлића су највише утицали дубровачки писци, највише Иван Гундулић, Игњат Ђурђевић и Бунић Вучић. Од стихова и строфа најчешће користи осмерачке катрене и секстине и двоструко римоване дванаестерце, а од стилских фигура метафору, метонимију, перифразу, анафору и епифору. Иако је одликује доста општих места, његова поезија има и лепих, лирских, искрених тренутака. Према свим тим особинама Канижлића сматрају закаснелим представником барока у хрватској књижевности.